# Arika
Arika es un desarrollador de videojuegos japonés fundado en 1996 por exempleados de Capcom. El nombre de la empresa es el nombre del fundador de la empresa, Akira Nishitani, al revés. Akira Nishitani había creado Street Fighter II junto con Akiman. La primera creación de Arika fue Street Fighter EX. Tuvo éxito y tuvo dos secuelas: Street Fighter EX + y EX + α para la PlayStation.
Arika es especialmente conocido por las series de videojuegos Tetris: The Grand Master y Cardcaptor Sakura. Ha desarrollado recientemente Endless Ocean, un videojuego de buceo para la Wii.

## Videojuegos desarrollados

### Serie Street Fighter EX
- Street Fighter EX - 1996 (Recreativa)
- Street Fighter EX + - 1997 (Recreativa)
- Street Fighter EX + α - 1997 (PlayStation)
- Street Fighter EX2 - 1998 (Recreativa)
- Street Fighter EX2 Plus - Principios de 1999 (Recreativa, posteriormente lanzado el 24-12-1999 para la PlayStation)
- Street Fighter EX3 - 2000 (PlayStation 2)

### Otros videojuegos
- Tetris: The Grand Master - 1998 (Recreativa)
- Fighting Layer - 1998 (Recreativa)
- Tetris: The Grand Master 2 - The Absolute - 2000 (Recreativa)
- Everblue - 2001 (PlayStation 2)
- Technic Beat - 2002 (Recreativa)
- Everblue 2 - 2002 (PlayStation 2)
- Tsubasa Chronicle - 2005 (Nintendo DS)
- Mega Man Network Transmission - 2003 (GameCube)
- Tetris: The Grand Master 3 - Terror Instinct - 2005 (Recreativa)
- Super Dragon Ball Z - 2005 (Arcade & PS2, colaboró con Crafts & Meister)
- Tetris: The Grand Master Ace - 2005 (Xbox 360)
- Jewelry Master - 2006/2007 (Windows) (actualmente en fase beta abierta)
- Ketsui Death Label - 2008 (Nintendo DS)
- Chotto Dr. Mario - 2008 (Nintendo DSi) (mediante DSiWare)
- Forever Blue 2: Beautiful Ocean (Endless Ocean 2) - 2009 (Wii)
- Fighting EX Layer PlayStation 4
- Tetris 99 - 2019 (Nintendo Switch)
- Super Mario Bros. 35 - 2020 (Nintendo Switch)
- Pac-Man 99 - 2021 (Nintendo Switch)

## Juegos publicados por Sony (2001-2018)
software desarrollo Studio
| Título de Juegos  | Distribuidor | Sistema de Consolas | Año de Lanzamientos | Japón | América de Lanzamiento | Detalles Adicionales |
| ----------------- | ------------ | ------------------- | ------------------- | ----- | ---------------------- | -------------------- |
| Technictix        | Sony         | GameCube            | 2001                | Sí    | No                     |                      |
| Fighting EX Layer | Sony         | PlayStation 4       | 2018                | -     | -                      | Secuela              |

## Juegos publicados por Nintendo
La compañía Nintendo Consola y  que se estaban abriendo Se están desarrollando juegos de Nintendo.
Nintendo del software desarrollo Studio
| Título de Juegos                        | Distribuidor | Sistema de Consolas | Años      | Japón                 | América/Europa Lanzamientos    | Detalles Adicionales      |
| --------------------------------------- | ------------ | ------------------- | --------- | --------------------- | ------------------------------ | ------------------------- |
| Endless Ocean                           | Nintendo     | Wii                 | 2007      | Sí · Bandera de Japón | Sí · Bandera de Estados Unidos |                           |
| Dr. Mario Online Rx                     | Nintendo     | Wii                 | 2008      | Sí · Bandera de Japón | Sí · Bandera de Estados Unidos | mediante WiiWare          |
| Endless Ocean 2: Adventures of the Deep | Nintendo     | Wii                 | 2009 2010 | Sí · Bandera de Japón | Sí · Bandera de Estados Unidos |                           |
| StarTropics 3                           | Nintendo     | Switch              | 2019      | -                     | -                              | Secuela en tiempo E3 2018 |
| Alienlife Expedition On Portal          | Nintendo     | Switch              | 2019 2020 | -                     | -                              | tiempo E3 2018            |